# Clamoris crenata
| |                       |
| Abb. 1: Vorderansicht | Abb. 2: Seitenansicht |
| |                       |
| Abb. 3: Unterseite | Abb. 4: Detail        |
| |                       |
| Abb. 5: Larve und Puppe mit Details nach Éduard Perris 421: Larve; 422: Maßstab, 1 mm; 423: Oberkiefer von oben; 424: Unterkiefer mit Kiefertaster; 425: Fühler; 426: Bein; 427: Hinterleibsende; 428: Puppe; 429: Hinterleibsanhänge der Puppe |                       |

Clamoris crenata ist ein Käfer aus der Familie der Schwarzkäfer.
Die Gattung Clamoris ist in Europa nur durch die Art C. crenata vertreten. Der Käfer lebt hauptsächlich in den Kiefernwäldern von Südwestfrankreich.

## Bemerkungen zum Namen
Die Art wird erstmals auf Seite 200 des Katalogs von 1833 zur Sammlung von Dejean namentlich erwähnt. Dort führt der Käfer den Namen Phtora crenata. Dieser Katalog enthält jedoch keine wissenschaftlichen Beschreibungen, Phtora crenata ist ein "leerer" Name (Nomen nudum). 1836 lieferte Germar eine Erstbeschreibung unter dem Namen Phtora crenata. Nach der Meinung von Mulsant beschrieb er dabei jedoch fälschlicherweise einen Käfer, der bei Dejean auf S. 199 den Namen Cataphronetis brunnea mit Synonym crenata trägt. Deswegen beschrieb Mulsant 1854 beide Käfer erneut. Für die Art Phtora crenata von Dejean benutzte er ebenfalls den Namen Phtora crenata, da er die Beschreibung von Germar wegen der fehlenden Gattungsbeschreibung für ungültig hielt. Es gab (und gibt in der älteren Literatur) also eine Art Phtora crenata Mulsant und eine Art Phtora crenata Germar, gelegentlich in der Schreibweise Phthora, für zwei verschiedene Arten, die so unterschiedlich waren, dass sie nicht der gleichen Gattung zugeordnet werden konnten. Entgegen der Annahme von Mulsant wurde der Gattungsname Phtora jedoch Germar zuerkannt, weil er die Gattung Phtora zwar nicht explizit, aber mit seiner Artbeschreibung indirekt beschrieben hatte. Für den Käfer, der ursprünglich bei Dejean den Namen Phtora crenata trägt, wird von  Gozis der Gattungsname Clamoris vorgeschlagen, während Phtora der Name der Gattung wurde, die bei Dejean Cataphronetis hieß. Gozis kommentiert zum Problem der  Homonymie der Gattung: Folglich muss [der Käfer] umbenannt werden und könnte Clamoris Goz. (ohne etymologische Erklärung) genannt werden ((fr.).Il doit en conséquence changer de nom, et pourra se nommer Clamoris Goz 1886 (sans étym.)). Gozis verzichtete auf eine Erklärung des von ihm gewählten Wortes Clamoris, die er in ähnlichen Fällen gewöhnlich angab. Er konnte davon ausgehen, dass alle Wissenschaftler seiner Zeit wussten, dass Clamoris von lat. clamor Aufschrei, Geschrei abgeleitet ist. Gozis vermutet darüber hinaus, dass Phtora crenata Mulsant nicht die Art Phtora crenata von Dejean ist. Er schlägt deswegen Clamoris insurgens (lat. die neu auftauchende Clamoris) als Artname vor. Dieser Name wird jedoch nur als Synonym zu Clamoris crenata gebraucht.
Das Artepitheton crenata (lateinisch gekerbt) bezieht sich auf die Struktur der Deckflügel. Diese wird bereits in der einleitenden Charakterisierung der Erstbeschreibung durch Mulsant unter Benutzung des entsprechenden französischen Worts créneler, (deutsch veraltet krenelieren, einkerben) charakterisiert (französisch marqué de points qui crenèlent les intervalles). Der Gattungsname Phtora ist von altgr. φθορά „phthorá“ für „Verwüstung“ abgeleitet und dürfte darauf zurückzuführen sein, dass der Käfer an der Zerstörung des Holzes von Kiefern beteiligt ist.

## Beschreibung des Käfers
Der Käfer erreicht eine Körperlänge von 3,0 bis 3,5 Millimeter und ist dabei weniger als dreimal so lang wie breit. Die Körperseiten verlaufen etwa parallel, im zweiten Drittel der Flügeldecken ist der Käfer etwas breiter. Er ist ziemlich glänzend kastanienbraun; Mundwerkzeuge, Fühler und Beine sind etwas heller.
Der Kopf ist breiter als lang und gleichmäßig wenig dicht punktiert. Vor den Augen ist er ähnlich einer alten Motorhaube nach vorn vorgezogen (Abb. 1 und 4). Diese Haube deckt die Einlenkung der Fühler nach oben ab. Auf dem vorderen Absturz der Haube erkennt man halbkreisförmig deutlich die Naht zwischen Stirn und Kopfschild (Abb. 4). Die seitlich am Kopf sitzenden Augen überragen die Wangen nur wenig und sind durch sie kaum ausgerandet. Die elfgliedrigen Fühler erreichen die Mitte der Vorderbrust kaum. Das erste Fühlerglied ist kurz und leicht gekrümmt, das zweite etwas länger und fast gleich lang wie das dritte. Das dritte Glied ist kaum länger als breit, die Glieder vier bis sieben sind etwa gleich groß und etwas breiter als lang, das achte Glied verbreitert sich zum folgenden hin. Die drei letzten Glieder bilden eine deutlich abgesetzte, etwas flach gedrückte und fein grau behaarte Keule mit rundlichem Endglied. Die Oberlippe ist kurz und breit und verdeckt die an der Spitze gespaltenen Oberkiefer in Ruhestellung. Das Endglied der Kiefertaster ist flach, etwa gleich lang wie in der Mitte breit und am Ende etwas schräg abgestutzt. Das Endglied der Lippentaster ist fast kegelförmig. Das Kinn verbreitert sich nach außen dreieckig.
Der Halsschild ist breiter als lang. An der Basis ist er nach hinten bogig ausgebuchtet, rechts und links der Mitte kaum merklich nach innen gekrümmt. Der Vorderrand ist von oben betrachtet fast geradlinig. Die Seiten sind nur wenig nach außen gerundet. Sie sind deutlich gerandet, der annähernd horizontale Rand deutlich rinnenförmig abgesetzt (Abb. 4). Die Basis ist fein gekerbt schmal gerandet. Die Punktierung ist kaum kräftiger als die des Kopfes.
Das Schildchen ist klein, glatt und viel breiter als lang.
Die Flügeldecken bedecken den Hinterleib völlig. Die Seiten verlaufen etwa parallel. Hinter den gut ausgebildeten Schulterbeulen sind sie leicht nach innen gebuchtet, nach dem zweiten Drittel leicht erweitert. Sie enden gemeinsam stumpf verrundet. Sie tragen neun deutliche, in Furchen vertieft liegende Reihen aus etwas länglichen Punkten, deren Abstand zueinander kleiner als ihr Durchmesser ist. Die großen Punkte kerben die gewölbten Intervalle ein (Name crenata). Nach hinten werden die Punkte kleiner und die Furchen, in denen sie liegen, flacher.
Die Punktreihen sind nach außen stärker eingesenkt als zur Flügeldeckennaht hin. Die Zwischenräume sind gewölbt und sehr fein punktiert. Der erste bis sechste und der neunte Punktstreifen erreichen fast die Flügelbasis, der siebte und achte sind vorn verkürzt (Abb. 2). Hinten enden der vierte und fünfte Streifen verkürzt und sie werden vom dritten und sechsten eingeschlossen. Diese wiederum werden vom zweiten und siebten eingeschlossen, die sich am Flügelende vereinen. Die breiten, untergeschlagenen Flügelränder (Epipleuren) reichen bis zur Flügeldeckennaht, verschmälern sich aber nahe dieser unvermittelt stark konkav (Abb. 3).
Die Beine sind weder besonders kräftig noch schwach ausgebildet. Schenkel und Schienen sind abgeflacht. Die Vorderschienen sind am Ende erweitert (Abb. 4). Die Schienen des vorderen und mittleren Beinpaares tragen auf der Außenkante einige Dorne und enden innen und außen gleich lang in je einer kurzen Spitze. Die Hinterschienen sind unbewehrt. Die Tarsen sind fadenförmig, das erste Glied der Hintertarsen ist etwas kürzer als das zweite, das letzte mindestens so lang wie die beiden vorausgehenden gemeinsam.

## Larve
Die Larve (Abb. 5 Fig. 421) wird im letzten Stadium acht Millimeter lang bei einer Breite von einem Millimeter. Sie ist weiß und eher ledrig als hornig, ganz glatt, glänzend und wurmförmig.
Der Kopf ist so breit wie der Körper und abgerundet. Die Mundwerkzeuge zeigen noch vorn. Die über der Mundöffnung liegende Platte ist trapezförmig und vorn gerade begrenzt. Die Oberlippe hat die Form einer halben Scheibe. Die dreieckigen Mandibeln sind ziemlich lang, an der Basis rötlich, in der Mitte rostfarben und an der Spitze schwarz. Von oben betrachtet erkennt man zwei Zähne, der innere ist in der Aufsicht kürzer (Abb. 5 Fig. 423). Von vorn erkennt man einen weiteren Zahn neben den Kiefertastern. Von den drei Zähnen ist der mittlere der längste. Die Fühler (Abb. 5 Fig. 425) bestehen aus vier zylindrischen Gliedern. Das erste Glied ist kurz, das zweite etwas länger, das dritte länger als die beiden ersten gemeinsam. Das letzte Glied ist wieder kurz, viel schlanker und etwas schräg auf dem vorhergehenden Glied sitzend. Es trägt an der Spitze drei oder vier Borstenhaare, von denen das mittlere viel länger als die anderen ist. Die Unterkiefer sind sehr kräftig und auf der Innenseite kammartig gezähnt. Die Kiefertaster aus drei gleichen Gliedern sind leicht nach innen gekrümmt und überragen die Unterkiefer um zwei Drittel (Abb. 5 Fig. 424). Die Unterlippe ist herzförmig, die Lippentaster zweigliedrig. Alle diese Organe und die Umgebung der Mundöffnung sind rötlich. Ocellen fehlen.
Der erste Brustabschnitt ist deutlich größer als alle anderen Segmente. Mittel- und Hinterbrust sind wenig kürzer als die Hinterleibsabschnitte. Die fünfgliedrigen Beine (Abb. 5 Fig. 426) sind weiß und kurz. Die Hüfte ist fast so lang wie die folgenden drei Glieder gemeinsam, Schenkel, Schenkelring und Schiene sind etwa gleich groß und mit sehr kurzen Stacheln versehen. Die Kralle ist klein und wenig gekrümmt.
Die Hinterleibssegmente sind außer dem achten ziemlich gleich gebaut und klar voneinander getrennt, so dass sie vorn etwas gerader sind als hinten. Das letzte Glied ist groß und verbreitert sich nach hinten etwas. Am Ende ist es abgerundet. Auf der Unterseite hat es einen kleinen Auswuchs, der zurückgezogen werden kann. Das Ende (Abb. 5 Fig. 427) ist oberseits ausgehöhlt und schräg abfallend, davor befinden sich zwei hornige Haken. Diese sind leicht nach unten gekrümmt, etwa halb so lang wie das Segment und rostfarben, besonders zur Spitze hin.
Die elliptischen Stigmen des Hinterleibs sind wie der Körper gefärbt und daher schlecht sichtbar. Das erste Paar liegt seitlich nahe dem Hinterrand der Hinterbrust, die übrigen liegen etwa in der Seitenmitte der Abdominalabschnitte.
Der Kopf und das letzte Segment sind sehr fein und blass rot behaart. Die übrigen Glieder haben jeweils vier kurze Haare auf dem Rücken, je ein ähnliches auf der Seite und zwei unterseits.

## Puppe
Die weiße Puppe (Abb. 5 Fig. 428) zeichnet sich durch die Behaarung, seitliche Anhänge an den Hinterleibssegmenten und einen paarigen Anhang am letzten Hinterleibssegment aus. Dieses endet mit zwei pfriemenförmigen Anhängen, die nur wenig divergieren und in ein kurzes Haar auslaufen. Die Haare der Puppe sind an der Basis weiß und etwas dick, nach außen werden sie schlank und rötlich. Zwei dieser Haare von beträchtlicher Länge befinden sich am Vorderrand der Vorderbrust, mehrere an der Seite, je eines in den Hinterecken, und nahe der Basis stehen sechs Haare in Reihe. Der Hinterleib ist achtgliedrig. Die ersten sieben Abschnitte tragen auf jeder Seite einen zweiästigen Anhang (Abb. 5 Fig. 429), der an der Basis fleischig und lamellenartig flach ist und zahlreiche Tuberkel trägt. Der obere Ast ist horizontal ausgerichtet, der untere stark nach hinten gekrümmt. Jeder Ast läuft in ein langes rötliches Haar aus, das glatt und halb hornig ist. Beim siebten Segment setzt die Teilung in zwei Äste schon an der Basis an. Außerdem trägt das siebte Segment sechs haartragende Auswüchse, vier oben und zwei unten.

## Biologie
Bei der Beschreibung der Insekten der See-Kiefern vermerkt Perris, dass sich Käfer erst in einem fortgeschrittenen Stadium der Verrottung einstellen. Nachdem das Holz durch einen primären Insektenbefall geschädigt ist, stellen sich weitere Insekten ein, die in den bereits vorhandenen Fraßgängen leben und das Zerstörungswerk fortsetzten. Erst danach erscheint Clamoris crenata zusammen mit Uloma culinaris. Die Tiere schwärmen von Mai bis Juli bei schönem Wetter abends und können dann leicht erbeutet werden. Die Eier werden fast ganzjährig abgelegt. Die daraus schlüpfenden Larven zersetzen den Baum weiter. Sie befinden sich nicht direkt unter der Rinde, sondern dringen mehr oder weniger tief ins Splintholz ein. Dort legen sie nach allen Richtungen gerade verlaufende Fraßgänge an. Sie haben ihre Entwicklung zwischen Juni und August des folgenden Jahres abgeschlossen. Vor der Verpuppung legen sie am Ende ihres Fraßgangs eine Puppenkammer an. Sie verharren dort in gekrümmter Haltung einige Tage regungslos, bevor sie sich zur Puppe häuten. Dank der Behaarung können sie sich ohne Schwierigkeiten in der Puppenkammer umdrehen. Die fertigen Tiere überwintern im Splintholz oder unter der Rinde.

## Verbreitung
Für den Käfer liegen Fundmeldungen aus Korsika, Frankreich, Italien, Spanien, Portugal und Algerien vor, Angaben aus Schweden beruhen auf verschleppten Tieren. Die Funde in Frankreich stammen hauptsächliche aus dem Département Landes in Südwestfrankreich, die Funde aus Korsika stoßen wegen ihrer Entfernung zum Hauptverbreitungsgebiet auf großes Interesse. Alle anderen Arten der Gattung leben in Ostasien und Nordamerika.